# Caillouet-Orgeville
Caillouet-Orgeville è un comune francese di 444 abitanti situato nel dipartimento dell'Eure nella regione della Normandia.

## Società

### Evoluzione demografica
Abitanti censiti